# Песни нашего века
«Песни нашего века» — творческий проект, созданный в 1998 году, собравший известных исполнителей, выступающих в жанре авторской (бардовской) песни.

## История
Проект был создан в 1998 году для выпуска альбомов, состоящих из известных песен, преимущественно относящихся к жанру авторской песни или близких к ним по стилю, которые приобрели настолько широкую известность и популярность, что их можно считать народным достоянием. Участниками стали: Виктор Берковский и Сергей Никитин (художественные руководители проекта), Дмитрий Богданов, Георгий Васильев, Алексей Иващенко, Олег Митяев, Вадим и Валерий Мищуки, Константин Тарасов, Галина Хомчик, Лидия Чебоксарова и контрабасист Виталий Соломонов. Позднее к коллективу присоединились Александр Мирзаян, Леонид Сергеев, контрабасист Сергей Хутас, Анатолий Колмыков, Елена Фролова и Игорь Луньков.
Идея создания проекта принадлежала Георгию Васильеву. Название «Песни нашего века» появилось не сразу, а родилось в дискуссиях. По одной из версий, окончательный вариант придумал Олег Митяев. В 2006 году бардом Александром Городницким была написана одноимённая песня.
Как заявили участники проекта:
Мы никогда не пели вместе, хотя у каждого из нас за плечами сотни концертов. Мы очень разные люди. Каждый из нас сочиняет и поёт в собственной манере. У каждого важные дела и непростой характер. Но мы всё-таки собрались и спели хором «Песни нашего века» — авторские песни, ставшие народным достоянием.
Целью проекта является популяризация жанра, а не коммерческая выгода, проект изначально и принципиально позиционировался как некоммерческий. Участники проекта не получали гонораров или отчислений, а все вырученные средства направлялись на благотворительные цели.
Несмотря на экономический кризис 1998 года в России, компакт-диски и компакт-кассеты с записями «Песен нашего века» разошлись рекордными тиражами для жанра авторской песни.
Коллектив проекта начал гастролировать со сборными концертами под тем же названием: «Песни нашего века». Концерты проходили в городах России, США, Израиле и других странах. Российское телевидение сообщало о высоком рейтинге телевизионной версии концерта «Песни нашего века» в ГЦКЗ «Россия», а радиостанция «Свобода» назвала «Песни нашего века» лучшим музыкальным проектом последних лет XX века.
С 1998 года участники проекта записали 10 альбомов. В первые три альбома-сборника («Песни нашего века» (1998), «Песни нашего века. Часть вторая» (1999), «Песни нашего века. Часть третья» (2001)) вошли песни таких авторов, как Владимир Высоцкий, Булат Окуджава, Александр Городницкий, Виктор Берковский, Юлий Ким, Юрий Визбор, Сергей Никитин, Новелла Матвеева и др.
В 2003 году вышел новый альбом проекта, названный его создателями «P.S. Постскриптум». В него вошли 14 песен, созданных участниками проекта «Песни нашего века».
С 2004 года альбомы проекта посвящены творчеству отдельных авторов-исполнителей. Первым состоялся выпуск альбома из песен Булата Окуджавы, в 2005 году — Виктора Берковского, затем был выпущен альбом из песен Юрия Визбора (2007), в 2008 — Владимира Высоцкого, а в 2011 — Александра Городницкого.
В период распространения COVID-19 в России, весной 2020 года коллектив проекта дал онлайн-концерт «Поём вместе с друзьями».
В 2020 году участники проекта выпустили десятый альбом под названием «Песни нашего века. Десятый», который вновь стал сборником песен разных авторов-исполнителей, включая песен участников ансамбля.
Коллектив проекта «Песни нашего века» продолжает концертную деятельность в России и за рубежом, а также выступает на телевидении.

## Участники
|                                                             |                                                   |                                      |
| Дмитрий Богданов — хормейстер, пение, гитара (1998 — н. в.) | Константин Тарасов — пение, гитара (1998 — н. в.) | Галина Хомчик — пение (1998 — н. в.) |

|                                          |                                      |                                      |                                                     |
| Александр Мирзаян — пение (2000 — н. в.) | Елена Фролова — пение (2005 — н. в.) | Игорь Луньков — пение (2022 — н. в.) | Сергей Хутас — контрабас, бас-гитара (2001 — н. в.) |

Все участники
- Виктор Берковский † (1—6 альбомы)
- Сергей Никитин (1,2,4 альбомы)
- Дмитрий Богданов (1—10 альбомы)
- Георгий Васильев (1, 4 альбомы

)
- Алексей Иващенко (1, 2, 4-7 альбомы)
- Олег Митяев (1,4 альбомы)
- Вадим Мищук † (1—10 альбомы)
- Валерий Мищук † (1—10 альбомы)
- Константин Тарасов (1—10 альбомы)
- Галина Хомчик (1—10 альбомы)
- Лидия Чебоксарова (1—5 альбомы)
- Александр Мирзаян (3—10 альбомы)
- Леонид Сергеев † (3,4 альбомы)
- Анатолий Колмыков (6 альбом)
- Елена Фролова (6—10 альбомы)
- Игорь Луньков

Также в проекте приняли участие контрабасисты Виталий Соломонов (1—4 альбомы) и Сергей Хутас (3, 5—10 альбомы).

## Дискография
Насчитывается 10 полноценных альбомов:
- 1998 — Песни нашего века
- 1999 — Песни нашего века. Часть вторая
- 2001 — Песни нашего века. Часть третья
- 2003 — P.S. Постскриптум
- 2004 — Песни Булата Окуджавы
- 2005 — Песни нашего века. В. Берковский
- 2007 — Песни нашего века. Юрий Визбор
- 2008 — Песни нашего века. В. Высоцкий
- 2011 — Песни нашего века. А. Городницкий
- 2020 — Песни нашего века. Десятый[10]

## Известные песни
- «Ваше благородие…» (музыка: Исаак Шварц, стихи: Булат Окуджава, из кинофильма «Белое солнце пустыни»)
- «За туманом» (музыка и стихи: Юрий Кукин)
- «На далёкой Амазонке» (музыка: Виктор Берковский, Морис Синельников, стихи: Редьярд Киплинг, перевод: Самуил Маршак)
- «Снег» (музыка и стихи: Александр Городницкий)
- «Весеннее танго» (музыка и стихи: Валерий Миляев)
- «Не бродяги, не пропойцы…» (музыка и стихи: Булат Окуджава)
- «Под музыку Вивальди» (музыка: Виктор Берковский, Сергей Никитин, стихи: Александр Величанский)
- «Атланты» (музыка и стихи: Александр Городницкий)
- «Александра» (музыка: Сергей Никитин, стихи: Дмитрий Сухарев, Юрий Визбор, из кинофильма «Москва слезам не верит»)
- «Надя-Наденька» (музыка и стихи: Булат Окуджава)
- «Ночная дорога» (музыка: Виктор Берковский, Сергей Никитин, стихи: Юрий Визбор)
- «Перекаты» (музыка и стихи: Александр Городницкий)
- «Домбайский вальс» (музыка и стихи: Юрий Визбор)
- «А всё кончается» (музыка и стихи: Валерий Канер)
- «До свиданья, дорогие» (музыка: Виктор Берковский, Сергей Никитин, стихи: Юрий Визбор)
- «Милая моя» (музыка и стихи: Юрий Визбор)
- «Надежды маленький оркестрик» (музыка и стихи: Булат Окуджава)
- «Вершина» («Здесь вам не равнина») (музыка и стихи: Владимир Высоцкий)
- «Альма матер» (музыка: Виктор Берковский, стихи: Дмитрий Сухарев)
- «Охотный ряд» (музыка и стихи: Юрий Визбор)
- «Вспомните, ребята» (музыка: Виктор Берковский, стихи: Дмитрий Сухарев)
- «Вечер бродит» (музыка и стихи: Ада Якушева)
- «Грузинская песня» (музыка и стихи: Булат Окуджава)
- «Хромой король» (музыка: Александр Дулов, стихи: Морис Карем, перевод: Михаил Кудинов)
- «Бричмулла» (музыка: Сергей Никитин, стихи: Дмитрий Сухарев)
- «Зелёная карета» (музыка: Александр Суханов, стихи: Овсей Дриз, перевод: Генрих Сапгир)
- «Бригантина» (музыка: Георгий Лепский, стихи: Павел Коган)
- «Гренада» (музыка: Виктор Берковский, стихи: Михаил Светлов)
- «Мы за ценой не постоим…» (музыка и стихи: Булат Окуджава, из кинофильма «Белорусский вокзал»)
- «Ты у меня одна» (музыка и стихи: Юрий Визбор)
- «На Большом Каретном» (музыка и стихи: Владимир Высоцкий)
- «Мы с тобой давно уже не те» (музыка и стихи: Юрий Аделунг)
- «Давайте восклицать» («Пожелание друзьям») (музыка и стихи: Булат Окуджава)
- «Как здорово, что все мы здесь сегодня собрались» (музыка и стихи: Олег Митяев)
- «Песня про то, как мы строили навес на даче у Евгения Иваныча» (музыка: Алексей Иващенко, стихи: Георгий Васильев)
- «Пароход» (музыка: Вадим Мищук, стихи: Леонид Сергеев)
- «С добрым утром, любимая!» (музыка: Константин Тарасов, стихи: Олег Митяев)
- «Зелёное небо» (музыка и слова Леонид Сергеев)
- «Лошади в океане» (музыка: Виктор Берковский, стихи: Борис Слуцкий)
- «Когда мы вернёмся» (музыка: Юрий Визбор, стихи:  Юрий Визбор, Сергей Никитин)
- «Давайте прощаться, друзья» (музыка и стихи: Юрий Визбор)
- «Про дикого вепря» (музыка и стихи: Владимир Высоцкий)
- «Песня о друге» (музыка и стихи: Владимир Высоцкий)
- «Пародия на плохой детектив» (музыка и стихи: Владимир Высоцкий)
- «Песенка о переселении душ» (музыка и стихи: Владимир Высоцкий)
- «Прощальная песня». Из к/ф «Обыкновенное чудо» (стихи: Юлий Ким, музыка: Геннадий Гладков)
- «Песня Лёвки». Из к/ф «Бумбараш» (стихи: Юлий Ким, музыка: Владимир Дашкевич)
- «Родня» (музыка и стихи: Леонид Сергеев)